# Макаров, Михаил Петрович
Михаил Петрович Макаров (1906—1969) — советский историк, педагог, кандидат педагогических наук, доцент, заслуженный учитель школы РСФСР (1960), государственный и общественный деятель. Народный комиссар, министр просвещения Чувашской АССР (1941—1952). Депутат Верховного Совета Чувашской АССР

## Биография
Чуваш. Трудовую деятельность начал делопроизводителем Новомамеевского волостного исполкома. В 1929 году окончил чувашское отделение Педагогического института в Казани. После окончания института в 1929—1941 годах работал в Ядринском кооперативном техникуме, учительствовал, был директором ряда средних школ г. Чебоксары, находился на партийной работе в Чебоксарском горкоме ВКП(б).
В 1938 году окончил Чувашский государственный педагогический институт в Чебоксарах.
В декабре 1941 года назначен народным комиссаром, с марта 1946 г. — министром просвещения Чувашской АССР. Работал в этой должности до января 1952 года.
В 1952—1962 годах — заместитель директора по заочному обучению, заведующий кафедрой педагогики и доцент Чувашского государственного педагогического института.
Избирался депутатом Верховного Совета Чувашской АССР.
Занимался исследованием истории просвещения чувашского народа. Автор монографии («Илья Николаевич Ульянов и просвещение чуваш», 1958), ряда научных статей.

## Награды
- Орден Трудового Красного Знамени
- Орден «Знак Почёта»
- Медали СССР
- В 1960 году ему присвоено звание Заслуженный учитель школы РСФСР.